# ماتیاس مولر (بازیکن فوتبال)
ماتیاس مولر (به آلمانی: Matthias Müller) بازیکن فوتبال و مدافع اهل آلمان شرقی بود که از سال ۱۹۸۰ میلادی عضو تیم ملی فوتبال آلمان شرقی بوده‌است. وی در ۴ بازی ملی حضور داشته و در بازی‌های ملی‌اش گلی به ثمر نرساند. ماتیاس مولر آخرین بازی ملی خود را در سال ۱۹۸۰ میلادی انجام داد.